# 阿旺楚臣
阿旺楚臣（藏語：ངག་དབང་ཚུལ་ཁྲིམས，威利转写：ngag dbang tshul khrims，1721年—1791年）藏族，甘肃卓尼人，藏传佛教格鲁派喇嘛、雍和宫堪布。圆寂后被追认为第一世策墨林活佛。

## 生平
1721年，阿旺楚臣生于甘南卓尼地方。自幼出家，青年时赴西藏学经。后因佛学造诣深厚，被三世章嘉邀请到北京，入雍和宫，逐步升任雍和宫堪布，在任14年。
在雍和宫堪布任上，阿旺楚臣获乾隆帝赏识。1777年，被清廷派往西藏任第二任西藏摄政。在西藏期间，常和驻藏大臣、噶伦共同议事，并常赴西藏各地走访，对市场中的食品、糌粑价格，白银行销等方面作出了较为严格的法律规定。任内还完成了六世班禅转世灵童的寻访和认定工作。1786年，三世章嘉圆寂，被调往北京接替三世章嘉的职务。
廓尔喀事件发生后，72岁的阿旺楚臣第二次被派为西藏摄政，赴西藏就任。任内，廓尔喀战争的不少遗留问题获得解决。到任半年后，于1791年在西藏圆寂。
圆寂后，阿旺楚臣被追认为第一世策墨林活佛。